# Słoweńscy posłowie do Parlamentu Europejskiego 2004
Słoweńscy posłowie V kadencji do Parlamentu Europejskiego uzyskali ten status w dniu 1 maja 2004, tj. w dniu akcesji Słowenii do Unii Europejskiej. Byli przedstawicielami krajowego parlamentu. Ich mandaty wygasły w dniu zakończenia kadencji PE 19 lipca 2004.

## Lista posłów
- Mihael Brejc (SDS, EPP-ED)
- Ljubo Germič (LDS, ELDR)
- Feri Horvat (ZLSD, PES)
- Roman Jakič (LDS, ELDR)
- Lojze Peterle (NSi, EPP-ED)
- Janez Podobnik (SLS, EPP-ED)
- Majda Širca (LDS, ELDR)